# Sigrid Wolf (skiester)

Sigrid Wolf

Sigrid Wolf (Breitenwang, 14 februari 1964) is een Oostenrijks oud-alpineskiester.

## Palmares

### Olympische winterspelen
- Calgary (1988)
  - Gouden medaille in de super G

### Wereldkampioenschap
- Vail (1989)
  - Zilveren medaille in de super G

1988: Sigrid Wolf ·
1992: Deborah Compagnoni ·
1994: Diann Roffe ·
1998: Picabo Street ·
2002: Daniela Ceccarelli ·
2006: Michaela Dorfmeister ·
2010: Andrea Fischbacher ·
2014: Anna Fenninger ·
2018: Ester Ledecká ·
2022: Lara Gut-Behrami